# Полноторие

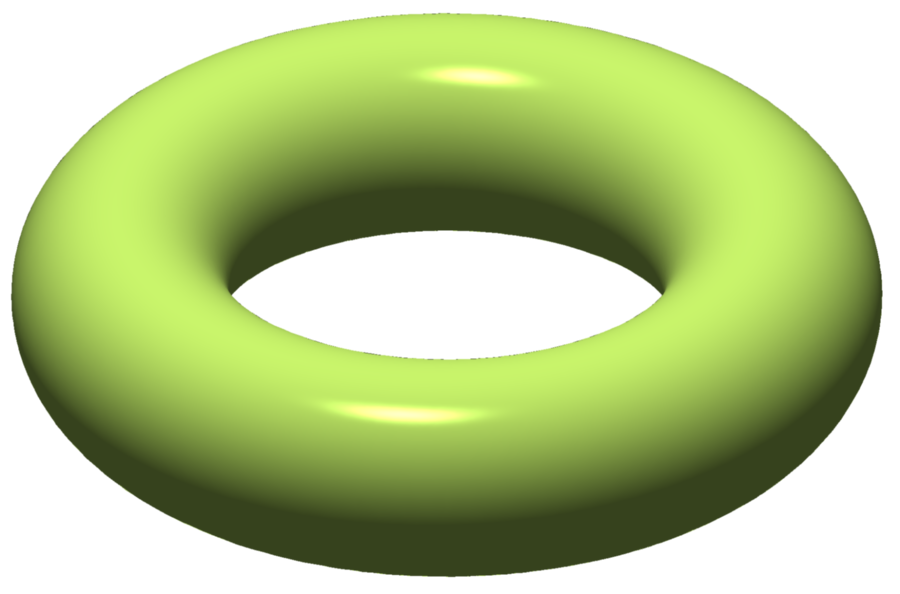
Полноторие

Полното́рие (полното́рий) — трёхмерная фигура, ограниченная тором, а также топологическое пространство, гомеоморфное этой фигуре, то есть прямое произведение {\displaystyle D^{2}\times S^{1}}двумерного диска и окружности.
Неформально, полноторие — бублик, тогда как тор — только его поверхность (пустотелая камера колеса).

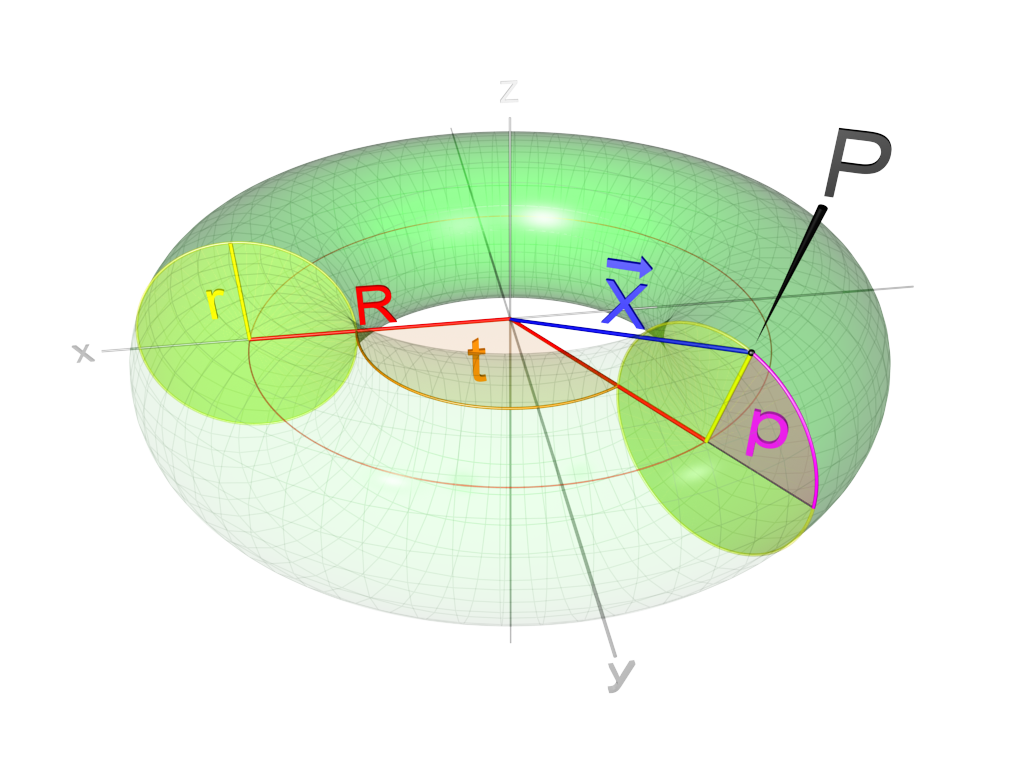

## Свойства
- Полноторие может быть получено как фигура вращения  круга радиуса {\displaystyle r} вокруг оси, лежащей в плоскости этого круга, находящийся на расстоянии {\displaystyle R} от его центра.
- Объём полнотория как следствие из второй теоремы Гульдина: {\displaystyle V=2\pi ^{2}Rr^{2}}, где {\displaystyle r} — радиус образующего круга, а {\displaystyle R} — расстояние от центра образующего круга до оси вращения (см. рисунок).
- Полноторие является трёхмерным компактным многообразием с краем. Это многообразие является связным и ориентируемым.
- Полноторие гомотопически эквивалентно окружности {\displaystyle S^{1}}. Отсюда следует, что полноторие и окружность имеют одинаковые фундаментальные группы и группы гомологий:

{\displaystyle \pi _{1}(S^{1}\times D^{2})\cong \pi _{1}(S^{1})\cong \mathbb {Z} }
{\displaystyle H_{k}(S^{1}\times D^{2})\cong H_{k}(S^{1})\cong {\begin{cases}\mathbb {Z} &k=0,1\\0&k\geq 2\end{cases}}}